# Бавиль
Бави́ль (фр. Basville, окс. Basvila) — коммуна во Франции, находится в регионе Лимузен. Департамент коммуны — Крёз. Входит в состав кантона Крок. Округ коммуны — Обюссон.
Код INSEE коммуны — 23017.

## Население
Население коммуны на 2010 год составляло 174 человека.
| 1962 | 1968 | 1975 | 1982 | 1990 | 1999 | 2010 |
| ---- | ---- | ---- | ---- | ---- | ---- | ---- |
| 323  | 306  | 300  | 274  | 224  | 196  | 174  |

## Экономика
В 2010 году среди 108 человек трудоспособного возраста (15—64 лет) 69 были экономически активными, 39 — неактивными (показатель активности — 63,9 %, в 1999 году было 62,8 %). Из 69 активных жителей работали 62 человека (40 мужчин и 22 женщины), безработных было 7 (5 мужчин и 2 женщины). Среди 39 неактивных 8 человек были учениками или студентами, 20 — пенсионерами, 11 были неактивными по другим причинам.